# Modèle anglo-saxon
Les termes de « modèle anglo-saxon » ou de « capitalisme anglo-saxon » sont utilisés en sciences économiques pour désigner une forme de capitalisme spécifique aux pays anglophones, en premier lieu les États-Unis, qui diverge des autres formes de capitalisme, comme par exemple le modèle rhénan ou français.
La spécificité du capitalisme anglo-saxon est une plus grande place accordée à la prise de risque, ainsi qu'une plus large acceptation du risque dans la société ; les peuples d'Europe continentale étant généralement considérés comme plus réticents au risque.